# Ловер-Міффлін Тауншип (округ Камберленд, Пенсільванія)
Ловер-Міффлін Тауншип (англ. Lower Mifflin Township) — селище (англ. township) в США, в окрузі Камберленд штату Пенсільванія. Населення — 1755 осіб (2020).

## Демографія
Згідно з переписом 2010 року, у селищі мешкали 1783 особи в 677 домогосподарствах у складі 522 родин. Було 720 помешкань
Расовий склад населення:
| - 97,9 % — білих - 0,4 % — чорних або афроамериканців - 0,2 % — азіатів - 0,1 % — вихідців з тихоокеанських островів |

До двох чи більше рас належало 1,0 %. Частка іспаномовних становила 0,4 % від усіх жителів.
За віковим діапазоном населення розподілялося таким чином: 22,7 % — особи молодші 18 років, 65,0 % — особи у віці 18—64 років, 12,3 % — особи у віці 65 років та старші. Медіана віку мешканця становила 41,0 року. На 100 осіб жіночої статі у селищі припадало 101,0 чоловіків;  на 100 жінок у віці від 18 років та старших — 99,0 чоловіків також старших 18 років.
Середній дохід на одне домашнє господарство  становив 60 561 долар США (медіана — 52 656), а середній дохід на одну сім'ю — 68 570 доларів (медіана — 59 907). Медіана доходів становила 41 676 доларів для чоловіків та 35 556 доларів для жінок. За межею бідності перебувало 9,6 % осіб, у тому числі 13,3 % дітей у віці до 18 років та 14,3 % осіб у віці 65 років та старших.
Цивільне працевлаштоване населення становило 884 особи. Основні галузі зайнятості: освіта, охорона здоров'я та соціальна допомога — 22,6 %, роздрібна торгівля — 11,9 %, будівництво — 11,9 %.